# 노주섭
노주섭(한국 한자: 盧周燮, 1970년 4월 28일 ~ )은 대한민국의 축구 지도자이자, 전 축구 선수다.